# 16e Filipijns Congres
Het 16e Filipijns Congres (16th Congress of the Philippines) was een zitting van het Filipijns Congres van 22 juli 2013 tot 6 juni 2016. Het Congres was in deze periode samengesteld uit een hogerhuis, de Senaat van de Filipijnen en een lagerhuis, het Filipijns Huis van Afgevaardigden.

## Leiders

### Senaat
- President van de Senaat:
  - Franklin Drilon (Liberal), sinds 22 juli 2013
- President van de Senaat Pro tempore:
  - Ralph Recto (Liberal), sinds 22 juli 2013
- Leider van de meerderheid:
  - Alan Peter Cayetano (Nacionalista), sinds 22 juli 2013
- Leider van de minderheid:
  - Juan Ponce Enrile (UNA), sinds 22 juli 2013

### Huis van Afgevaardigden
- Voorzitter (Speaker):
  - Feliciano Belmonte jr. (2e district Quezon City, Liberal), sinds 22 juli 2013
- Vicevoorzitters (Deputy Speakers):
  - Henedina Abad (Batanes, Liberal), sinds 22 juli 2013
  - Giorgidi Aggabao (4e district Isabela, NPC), sinds 22 juli 2013
  - Sergio Apostol (2e district Leyte, Liberal), sinds 22 juli 2013
  - Pangalian Balindong (2e district Lanao del Sur, Liberal), sinds 22 juli 2013
  - Carlos Padilla (Nueva Vizcaya, Nacionalista), sinds 22 juli 2013
  - Roberto Puno (1e district Antipolo, NUP), sinds 22 juli 2013
- Leider Meerderheid (Majority Floor Leader):
  - Neptali Gonzales II (Mandaluyong, Nacionalista), sinds 22 juli 2013
- Leider Minderheid (Minority Floor Leader):
  - Ronaldo Zamora (San Juan, Magdiwang/UNA), sinds 22 juli 2013

## Leden

### Senaat
|        | Senator                  | Partij        | Termijn(en) | Termijn(en) | Termijn(en) |
| Aantal | Senator                  | Partij        | Start       | Einde       |             |
| ------ | ------------------------ | ------------- | ----------- | ----------- | ----------- |
|        | Sonny Angara             | LDP           | 1           | 2013        | 2019        |
|        | Bam Aquino               | Liberal       | 1           | 2013        | 2019        |
|        | Nancy Binay              | UNA           | 1           | 2013        | 2019        |
|        | Alan Peter Cayetano      | Nacionalista  | 2           | 2007        | 2019        |
|        | Pia Cayetano             | Nacionalista  | 2           | 2004        | 2016        |
|        | Miriam Defensor Santiago | PRP           | 2           | 2004        | 2016        |
|        | Franklin Drilon          | Liberal       | 1           | 2010        | 2016        |
|        | JV Ejercito              | UNA           | 1           | 2013        | 2019        |
|        | Juan Ponce Enrile        | UNA           | 2           | 2004        | 2016        |
|        | Francis Escudero         | onafhankelijk | 2           | 2007        | 2019        |
|        | Jinggoy Estrada          | UNA           | 2           | 2004        | 2016        |
|        | Teofisto Guingona III    | Liberal       | 1           | 2010        | 2016        |
|        | Gregorio Honasan         | UNA           | 2           | 2007        | 2019        |
|        | Lito Lapid               | Lakas         | 2           | 2004        | 2016        |
|        | Loren Legarda            | NPC           | 2           | 2007        | 2019        |
|        | Ferdinand Marcos jr.     | Nacionalista  | 1           | 2010        | 2016        |
|        | Sergio Osmeña III        | onafhankelijk | 1           | 2010        | 2016        |
|        | Grace Poe-Llamanzares    | onafhankelijk | 1           | 2013        | 2019        |
|        | Aquilino Pimentel III    | PDP-Laban     | 1           | 2013        | 2019        |
|        | Ralph Recto              | Liberal       | 1           | 2010        | 2016        |
|        | Bong Revilla             | Lakas         | 2           | 2004        | 2016        |
|        | Tito Sotto               | NPC           | 1           | 2010        | 2016        |
|        | Antonio Trillanes IV     | Nacionalista  | 2           | 2007        | 2019        |
|        | Cynthia Villar           | Nacionalista  | 1           | 2013        | 2019        |

### Huis van Afgevaardigden
De termijn van alle leden van het Huis van Afgevaardigden van het 16e Congres van de Filipijnen loopt van 30 juni 2013 tot 30 juni 2016.

#### District afgevaardigden
| Provincie/Stad          | District | Afgevaardigden | Afgevaardigden             | Partij                   | Termijn | Blok                      |
| ----------------------- | -------- | -------------- | -------------------------- | ------------------------ | ------- | ------------------------- |
| Abra                    | Abra     |                | Jocelyn Bernos             | Liberal                  | 2       | Meerderheid               |
| Agusan del Norte        | 1e       |                | Lawrence Fortun            | Liberal                  | 1       | Meerderheid               |
| Agusan del Norte        | 2e       |                | Erlpe John Amante          | Kusug Agusanon           | 1       | Meerderheid               |
| Agusan del Sur          | 1e       |                | Maria Valentina Plaza      | NUP                      | 2       | Meerderheid               |
| Agusan del Sur          | 2e       |                | Bebs Mellana               | NUP                      | 2       | Meerderheid               |
| Aklan                   | Lone     |                | Ted Haresco jr.            | Onafhankelijk            | 1       | Meerderheid               |
| Albay                   | 1e       |                | Edcel Lagman jr.           | Liberal                  | 1       | Meerderheid               |
| Albay                   | 2e       |                | Al Francis Bichara         | Nacionalista             | 3       | Meerderheid               |
| Albay                   | 3e       |                | Fernando V. Gonzalez       | Liberal                  | 2       | Meerderheid               |
| Antipolo                | 1e       |                | Roberto Puno               | NUP                      | 3       | Meerderheid               |
| Antipolo                | 2e       |                | Romeo Acop                 | Liberal                  | 2       | Meerderheid               |
| Antique                 | Lone     |                | Paolo Javier               | Liberal                  | 2       | Meerderheid               |
| Apayao                  | Lone     |                | Eleanor Bulut-Begtang      | NPC                      | 2       | Meerderheid               |
| Aurora                  | Lone     |                | Bella Angara               | LDP                      | 1       | Minderheid                |
| Bacolod                 | Lone     |                | Evelio Bing Leonardia      | NPC                      | 1       | Meerderheid               |
| Baguio                  | Lone     |                | Nicasio Aliping jr.        | Onafhankelijk            | 1       | Meerderheid               |
| Basilan                 | Lone     |                | Jim Hataman Salliman       | Liberal                  | 2       | Meerderheid               |
| Bataan                  | 1e       |                | Herminia Roman             | Liberal                  | 3       | Meerderheid               |
| Bataan                  | 2e       |                | Enrique S. Garcia          | NUP                      | 1       | Meerderheid               |
| Batanes                 | Lone     |                | Henedina Abad              | Liberal                  | 2       | Meerderheid               |
| Batangas                | 1e       |                | Eileen Ermita-Buhain       | Lakas                    | 1       | Meerderheid               |
| Batangas                | 2e       |                | Raneo Abu                  | Nacionalista             | 1       | Meerderheid               |
| Batangas                | 3e       |                | Nelson Collantes           | Liberal                  | 2       | Meerderheid               |
| Batangas                | 4th      |                | Mark Llandro Mendoza       | NPC                      | 3       | Meerderheid               |
| Benguet                 | Lone     |                | Ronald Cosalan             | Liberal                  | 2       | Meerderheid               |
| Biliran                 | Lone     |                | Rogelio Espina             | Liberal                  | 2       | Meerderheid               |
| Bohol                   | 1e       |                | Rene Relampagos            | Liberal                  | 2       | Meerderheid               |
| Bohol                   | 2e       |                | Aristotle Aumentado        | NPC                      | 1       | Meerderheid               |
| Bohol                   | 3e       |                | Arthur Yap                 | NPC                      | 2       | Meerderheid               |
| Bukidnon                | 1e       |                | Malou Acosta-Alba          | Liberal                  | 1       | Meerderheid               |
| Bukidnon                | 2e       |                | Florencio Flores           | Nacionalista             | 2       | Minderheid                |
| Bukidnon                | 3e       |                | Jose Zubiri III            | Liberal/Bukidnon Paglaum | 3       | Meerderheid               |
| Bukidnon                | 4th      |                | Oneil Roque                | NPC                      | 1       | Meerderheid               |
| Bulacan                 | 1e       |                | Ma. Victoria Sy-Alvarado   | NUP                      | 3       | Meerderheid               |
| Bulacan                 | 2e       |                | Apol Pancho                | NUP                      | 1       | Onafhankelijk; Minderheid |
| Bulacan                 | 3e       |                | Jonjon Mendoza             | Liberal                  | 2       | Meerderheid               |
| Bulacan                 | 4th      |                | Linabelle Ruth Villarica   | Liberal                  | 2       | Meerderheid               |
| Cagayan                 | 1e       |                | Sally Ponce Enrile         | NPC                      | 1       | Meerderheid               |
| Cagayan                 | 2e       |                | Aline Vargas-Alfonso       | NUP                      | 2       | Meerderheid               |
| Cagayan                 | 3e       |                | Randolph Ting              | NUP                      | 2       | Meerderheid               |
| Cagayan de Oro          | 1e       |                | Rolando Uy                 | Liberal                  | 1       | Meerderheid               |
| Cagayan de Oro          | 2e       |                | Rufus Rodriguez            | CDP                      | 3       | Meerderheid               |
| Caloocan                | 1e       |                | Enrico Echiverri           | Liberal                  | 1       | Meerderheid               |
| Caloocan                | 2e       |                | Edgar Erice                | Liberal                  | 1       | Meerderheid               |
| Camarines Norte         | 1e       |                | Cathy Barcelona-Reyes      | NUP                      | 1       | Meerderheid               |
| Camarines Norte         | 2e       |                | Elmer Panotes              | Lakas                    | 2       | Meerderheid               |
| Camarines Sur           | 1e       |                | Rolando Andaya jr.         | Lakas                    | 2       | Meerderheid               |
| Camarines Sur           | 2e       |                | Dato Arroyo                | Lakas                    | 3       | Onafhankelijk; Minderheid |
| Camarines Sur           | 3e       |                | Leni Robredo               | Liberal                  | 1       | Meerderheid               |
| Camarines Sur           | 4th      |                | Felix William Fuentebella  | NPC                      | 1       | Meerderheid               |
| Camarines Sur           | 5th      |                | Salvio Fortuno             | Liberal                  | 2       | Meerderheid               |
| Camiguin                | Lone     |                | Xavier Jesus Romualdo      | NPC                      | 1       | Meerderheid               |
| Capiz                   | 1e       |                | Antonio Del Rosario        | Liberal                  | 3       | Meerderheid               |
| Capiz                   | 2e       |                | Fredenil Castro            | NUP                      | 1       | Meerderheid               |
| Catanduanes             | Lone     |                | Cesar Sarmiento            | Liberal                  | 2       | Meerderheid               |
| Cavite                  | 1e       |                | Francis Abaya              | Liberal                  | 1       | Meerderheid               |
| Cavite                  | 2e       |                | Lani Mercado               | Lakas                    | 2       | Onafhankelijk; Minderheid |
| Cavite                  | 3e       |                | Alex Advincula             | Liberal                  | 1       | Meerderheid               |
| Cavite                  | 4th      |                | Elpidio Barzaga jr.        | NUP                      | 3       | Meerderheid               |
| Cavite                  | 5th      |                | Roy Loyola                 | Liberal                  | 2       | Meerderheid               |
| Cavite                  | 6th      |                | Luis Ferrer IV             | NUP/Magdalo              | 1       | Onafhankelijk; Minderheid |
| Cavite                  | 7th      |                | Abraham Tolentino          | Liberal                  | 1       | Meerderheid               |
| Cebu                    | 1e       |                | Gerald Anthony Gullas jr.  | Nacionalista             | 1       | Meerderheid               |
| Cebu                    | 2e       |                | Wilfredo Caminero          | Liberal                  | 1       | Meerderheid               |
| Cebu                    | 3e       |                | Gwendolyn Garcia           | UNA                      | 1       | Meerderheid               |
| Cebu                    | 4th      |                | Benhur Salimbangon         | NUP/1-Cebu               | 2       | Meerderheid               |
| Cebu                    | 5th      |                | Joseph Ace Durano          | Liberal                  | 1       | Meerderheid               |
| Cebu                    | 6th      |                | Gabriel Luis Quisumbing    | Liberal                  | 2       | Meerderheid               |
| Cebu City               | 1e       |                | Raul del Mar               | Liberal/BOPK             | 1       | Meerderheid               |
| Cebu City               | 2e       |                | Bebot Abellanosa           | Liberal/BOPK             | 1       | Meerderheid               |
| Compostela Valley       | 1e       |                | Maria Carmen Zamora        | Liberal                  | 2       | Meerderheid               |
| Compostela Valley       | 2e       |                | Rommel Amatong             | Liberal                  | 3       | Meerderheid               |
| Cotabato (North)        | 1e       |                | Jesus Sacdalan             | Liberal                  | 2       | Meerderheid               |
| Cotabato (North)        | 2e       |                | Nancy Catamco              | Liberal                  | 2       | Meerderheid               |
| Cotabato (North)        | 3e       |                | Ping-Ping Tejada           | Liberal                  | 1       | Minderheid                |
| Davao City              | 1e       |                | Karlo Nograles             | NUP                      | 2       | Meerderheid               |
| Davao City              | 2e       |                | Mylene Garcia-Albano       | Liberal                  | 2       | Meerderheid               |
| Davao City              | 3e       |                | Isidro Ungab               | Liberal                  | 3       | Meerderheid               |
| Davao (Davao del Norte) | 1e       |                | Anthony del Rosario        | Liberal                  | 2       | Meerderheid               |
| Davao (Davao del Norte) | 2e       |                | Antonio Lagdameo jr.       | NUP                      | 3       | Meerderheid               |
| Davao del Sur           | 1e       |                | Mercedes Cagas             | Nacionalista             | 1       | Meerderheid               |
| Davao del Sur           | 2e       |                | Franklin Bautista          | Liberal                  | 3       | Meerderheid               |
| Davao Oriental          | 1e       |                | Nelson Dayanghirang        | Nacionalista             | 3       | Meerderheid               |
| Davao Oriental          | 2e       |                | Thelma Almario             | Lakas                    | 3       | Meerderheid               |
| Dinagat Islands         | Lone     |                | Kaka Bag-ao                | Liberal                  | 2       | Meerderheid               |
| Eastern Samar           | Lone     |                | Ben Evardone               | Liberal                  | 2       | Meerderheid               |
| Guimaras                | Lone     |                | Joaquin Carlos Rahman Nava | Liberal                  | 3       | Meerderheid               |
| Ifugao                  | Lone     |                | Teodoro Baguilat           | Liberal                  | 2       | Meerderheid               |
| Iligan                  | Lone     |                | Vicente Belmonte jr.       | Liberal                  | 3       | Meerderheid               |
| Ilocos Norte            | 1e       |                | Rodolfo Fariñas            | Nacionalista             | 2       | Meerderheid               |
| Ilocos Norte            | 2e       |                | Imelda Marcos              | KBL                      | 2       | Onafhankelijk; Minderheid |
| Ilocos Sur              | 1e       |                | Ronald Singson             | Nacionalista             | 3       | Meerderheid               |
| Ilocos Sur              | 2e       |                | Eric Singson               | Liberal                  | 1       | Meerderheid               |
| Iloilo                  | 1e       |                | Oscar Garin jr.            | Liberal                  | 1       | Meerderheid               |
| Iloilo                  | 2e       |                | Arcadio Gorriceta          | Liberal                  | 1       | Meerderheid               |
| Iloilo                  | 3e       |                | Arthur Defensor jr.        | Liberal                  | 2       | Meerderheid               |
| Iloilo                  | 4th      |                | Hernan Biron jr.           | UNA                      | 1       | Meerderheid               |
| Iloilo                  | 5th      |                | Niel Tupas jr.             | Liberal                  | 3       | Meerderheid               |
| Iloilo City             | Lone     |                | Jerry Treñas               | Liberal                  | 2       | Meerderheid               |
| Isabela                 | 1e       |                | Rodolfo Albano III         | NPC                      | 1       | Minderheid                |
| Isabela                 | 2e       |                | Ana Cristina Go            | Nacionalista             | 2       | Minderheid                |
| Isabela                 | 3e       |                | Napoleon Dy                | NPC                      | 2       | Meerderheid               |
| Isabela                 | 4e       |                | Giorgidi Aggabao           | NPC                      | 3       | Meerderheid               |
| Kalinga                 | Lone     |                | Manuel Agyao               | Liberal                  | 3       | Meerderheid               |
| La Union                | 1e       |                | Victor Francisco Ortega    | Lakas                    | 3       | Onafhankelijk; Minderheid |
| La Union                | 2e       |                | Eufranio Eriguel           | NPC                      | 2       | Meerderheid               |
| Laguna                  | 1e       |                | Danilo Fernandez           | Liberal                  | 3       | Meerderheid               |
| Laguna                  | 2e       |                | Jun Chipeco jr.            | Liberal                  | 1       | Meerderheid               |
| Laguna                  | 3e       |                | Sol Aragones               | UNA                      | 1       | Meerderheid               |
| Laguna                  | 4th      |                | Benjie Agarao              | Liberal                  | 1       | Meerderheid               |
| Lanao del Norte         | 1e       |                | Imelda Dimaporo            | NPC                      | 2       | Onafhankelijk; Minderheid |
| Lanao del Norte         | 2e       |                | Abdullah Dimaporo          | NPC                      | 1       | Onafhankelijk; Minderheid |
| Lanao del Sur           | 1e       |                | Ansaruddin Alonto Adiong   | Liberal                  | 1       | Meerderheid               |
| Lanao del Sur           | 2e       |                | Pangalian Balindong        | Liberal                  | 3       | Meerderheid               |
| Lapu-Lapu City          | Lone     |                | Aileen Radaza              | Lakas                    | 1       | Meerderheid               |
| Las Piñas               | Lone     |                | Mark Villar                | Nacionalista             | 2       | Meerderheid               |
| Leyte                   | 1e       |                | Martin Romualdez           | Lakas                    | 3       | Onafhankelijk; Minderheid |
| Leyte                   | 2e       |                | Sergio Apostol             | Liberal                  | 2       | Meerderheid               |
| Leyte                   | 3e       |                | Andres Salvacion           | Liberal                  | 3       | Meerderheid               |
| Leyte                   | 4th      |                | Lucy Torres-Gomez          | Liberal                  | 2       | Meerderheid               |
| Leyte                   | 5th      |                | Jose Carlos Cari           | Liberal                  | 2       | Meerderheid               |
| Maguindanao             | 1e       |                | Bai Sandra Sema            | Liberal                  | 2       | Meerderheid               |
| Maguindanao             | 2e       |                | Zajid Mangudadatu          | Liberal                  | 1       | Meerderheid               |
| Makati                  | 1e       |                | Monique Lagdameo           | UNA                      | 2       | Meerderheid               |
| Makati                  | 2e       |                | Abby Binay                 | UNA                      | 3       | Meerderheid               |
| Malabon                 | Lone     |                | Josephine Lacson-Noel      | NPC                      | 3       | Meerderheid               |
| Mandaluyong             | Lone     |                | Neptali Gonzales II        | Liberal                  | 3       | Meerderheid               |
| Manilla                 | 1e       |                | Benjamin Asilo             | Liberal                  | 3       | Meerderheid               |
| Manilla                 | 2e       |                | Carlo Lopez                | Liberal                  | 2       | Meerderheid               |
| Manilla                 | 3e       |                | Zeny Angping               | NPC                      | 3       | Meerderheid               |
| Manilla                 | 4e       |                | Trisha Bonoan-David        | NUP                      | 3       | Meerderheid               |
| Manilla                 | 5e       |                | Amado Bagatsing            | UNA/KABAKA               | 3       | Meerderheid               |
| Manilla                 | 6e       |                | Sandy Ocampo               | Liberal                  | 2       | Meerderheid               |
| Marikina                | 1e       |                | Marcelino Teodoro          | Liberal                  | 3       | Meerderheid               |
| Marikina                | 2e       |                | Miro Quimbo                | Liberal                  | 2       | Meerderheid               |
| Marinduque              | Lone     |                | Regina Reyes               | Liberal                  | 1       | Meerderheid               |
| Marinduque              | Lone     |                | Lord Allan Jay Velasco     | NUP                      | 1       | Meerderheid               |
| Masbate                 | 1e       |                | Maria Vida Espinosa-Bravo  | NUP                      | 1       | Meerderheid               |
| Masbate                 | 2e       |                | Elisa Kho                  | Lakas                    | 1       | Meerderheid               |
| Masbate                 | 3rd      |                | Scott Davies Lanete        | NPC                      | 2       | Meerderheid               |
| Misamis Occidental      | 1e       |                | Jorge Almonte              | Liberal                  | 2       | Meerderheid               |
| Misamis Occidental      | 2e       |                | Henry Oaminal              | Nacionalista             | 1       | Meerderheid               |
| Misamis Oriental        | 1e       |                | Peter Unabia               | Liberal                  | 2       | Meerderheid               |
| Misamis Oriental        | 2e       |                | Juliette Uy                | Onafhankelijk            | 1       | Onafhankelijk; Minderheid |
| Mountain Province       | Lone     |                | Maximo Dalog               | Liberal                  | 2       | Meerderheid               |
| Muntinlupa              | Lone     |                | Rodolfo Biazon             | Liberal                  | 2       | Meerderheid               |
| Navotas                 | Lone     |                | Toby Tiangco               | UNA/Navoteño             | 2       | Onafhankelijk             |
| Negros Occidental       | 1e       |                | Jules Ledesma              | NPC                      | 3       | Meerderheid               |
| Negros Occidental       | 2e       |                | Leo Rafael Cueva           | NUP                      | 1       | Onafhankelijk; Minderheid |
| Negros Occidental       | 3rd      |                | Alfredo Benitez            | Liberal                  | 2       | Meerderheid               |
| Negros Occidental       | 4th      |                | Jeffrey Ferrer             | United Negros Alliance   | 3       | Meerderheid               |
| Negros Occidental       | 5th      |                | Alejandro Mirasol          | Liberal                  | 2       | Meerderheid               |
| Negros Occidental       | 6th      |                | Mercedes Alvarez           | NPC                      | 2       | Meerderheid               |
| Negros Oriental         | 1e       |                | Manuel Iway                | Liberal                  | 1       | Meerderheid               |
| Negros Oriental         | 2e       |                | George Arnaiz              | NPC                      | 3       | Meerderheid               |
| Negros Oriental         | 3rd      |                | Pryde Henry Teves          | NPC                      | 3       | Meerderheid               |
| Northern Samar          | 1e       |                | Harlin Abayon              | Nacionalista             | 1       | Meerderheid               |
| Northern Samar          | 1e       |                | Raul Daza                  | Liberal                  | 2       | Meerderheid               |
| Northern Samar          | 2e       |                | Emil Ong                   | NUP                      | 3       | Meerderheid               |
| Nueva Ecija             | 1e       |                | Estrellita Suansing        | Unang Sigaw              | 1       | Meerderheid               |
| Nueva Ecija             | 2e       |                | Joseph Gilbert Violago     | Liberal                  | 3       | Meerderheid               |
| Nueva Ecija             | 3rd      |                | Czarina Umali              | Liberal                  | 3       | Meerderheid               |
| Nueva Ecija             | 4th      |                | Magnolia Antonino-Nadres   | NUP                      | 1       | Meerderheid               |
| Nueva Vizcaya           | Lone     |                | Carlos M. Padilla          | Nacionalista             | 3       | Meerderheid               |
| Occidental Mindoro      | Lone     |                | Josephine Sato             | Liberal                  | 1       | Meerderheid               |
| Oriental Mindoro        | 1e       |                | Paulino Salvador Leachon   | Liberal                  | 1       | Meerderheid               |
| Oriental Mindoro        | 2e       |                | Rey Umali                  | Liberal                  | 2       | Meerderheid               |
| Palawan                 | 1e       |                | Franz Joseph Alvarez       | NUP                      | 1       | Meerderheid               |
| Palawan                 | 2e       |                | Frederick Abueg            | PPP                      | 1       | Meerderheid               |
| Palawan                 | 3rd      |                | Douglas Hagedorn           | NPC                      | 1       | Meerderheid               |
| Pampanga                | 1e       |                | Yeng Guiao                 | Kambilan                 | 1       | Meerderheid               |
| Pampanga                | 2e       |                | Gloria Macapagal-Arroyo    | Lakas                    | 2       |                           |
| Pampanga                | 3rd      |                | Oscar Samson Rodriguez     | Liberal                  | 1       | Meerderheid               |
| Pampanga                | 4th      |                | Juan Pablo Bondoc          | Nacionalista             | 1       | Meerderheid               |
| Pangasinan              | 1e       |                | Jesus Celeste              | NPC                      | 2       | Meerderheid               |
| Pangasinan              | 2e       |                | Leopoldo Bataoil           | NPC                      | 2       | Meerderheid               |
| Pangasinan              | 3rd      |                | Rosemarie Arenas           | Liberal                  | 1       | Meerderheid               |
| Pangasinan              | 4th      |                | Gina de Venecia            | NPC                      | 2       | Meerderheid               |
| Pangasinan              | 5th      |                | Kimi Cojuangco             | NPC                      | 2       | Meerderheid               |
| Pangasinan              | 6th      |                | Marlyn Primicias-Agabas    | NPC                      | 2       | Meerderheid               |
| Parañaque               | 1e       |                | Eric Olivarez              | Liberal                  | 1       | Meerderheid               |
| Parañaque               | 2e       |                | Gus Tambunting             | UNA                      | 1       | Meerderheid               |
| Pasay                   | Lone     |                | Imelda Rubiano             | Liberal                  | 2       | Meerderheid               |
| Pasig                   | Lone     |                | Roman Romulo               | Liberal                  | 3       | Meerderheid               |
| Quezon                  | 1e       |                | Wilfrido Mark Enverga      | NPC                      | 3       | Meerderheid               |
| Quezon                  | 2e       |                | Vicente Alcala             | Liberal                  | 1       | Meerderheid               |
| Quezon                  | 3rd      |                | Aleta Suarez               | Lakas                    | 1       | Onafhankelijk; Minderheid |
| Quezon                  | 4th      |                | Angelina Tan               | NPC                      | 1       | Meerderheid               |
| Quezon City             | 1e       |                | Boy Calalay                | Liberal                  | 1       | Meerderheid               |
| Quezon City             | 2e       |                | Winston Castelo            | Liberal                  | 2       | Meerderheid               |
| Quezon City             | 3rd      |                | Bolet Banal                | Liberal                  | 2       | Meerderheid               |
| Quezon City             | 4th      |                | Feliciano Belmonte jr.     | Liberal                  | 2       | Meerderheid               |
| Quezon City             | 5th      |                | Alfred Vargas              | Liberal                  | 1       | Meerderheid               |
| Quezon City             | 6th      |                | Kit Belmonte               | Liberal                  | 1       | Meerderheid               |
| Quirino                 | Lone     |                | Dakila Cua                 | Liberal                  | 2       | Meerderheid               |
| Rizal                   | 1e       |                | Joel Roy Duavit            | NPC                      | 2       | Meerderheid               |
| Rizal                   | 2e       |                | Isidro Rodriguez jr.       | NPC                      | 2       | Meerderheid               |
| Romblon                 | Lone     |                | Eleandro Jesus Madrona     | Nacionalista             | 3       | Meerderheid               |
| Samar                   | 1e       |                | Mel Senen Sarmiento        | Liberal                  | 2       | Meerderheid               |
| Samar                   | 2e       |                | Milagros Tan               | NPC                      | 2       | Meerderheid               |
| San Jose del Monte      | Lone     |                | Arthur Robes               | Liberal                  | 3       | Meerderheid               |
| San Juan                | Lone     |                | Ronaldo Zamora             | UNA/Magdiwang            | 1       | Minderheid                |
| Sarangani               | Lone     |                | Manny Pacquiao             | UNA                      | 2       | Meerderheid               |
| Siquijor                | Lone     |                | Marie Anne Pernes          | Liberal                  | 1       | Meerderheid               |
| Sorsogon                | 1e       |                | Evelina Escudero           | NPC                      | 1       | Meerderheid               |
| Sorsogon                | 2e       |                | Deogracias Ramos jr.       | Liberal                  | 2       | Meerderheid               |
| South Cotabato          | 1e       |                | Pedro Acharon jr.          | Liberal/AIM              | 2       | Meerderheid               |
| South Cotabato          | 2e       |                | Ferdinand Hernandez        | NPC/AIM                  | 1       | Meerderheid               |
| Southern Leyte          | Lone     |                | Damian Mercado             | NUP                      | 1       | Meerderheid               |
| Sultan Kudarat          | 1e       |                | Raden Sakaluran            | Onafhankelijk            | 2       | Meerderheid               |
| Sultan Kudarat          | 2e       |                | Arnulfo Go                 | NUP                      | 3       | Meerderheid               |
| Sulu                    | 1e       |                | Tupay Loong                | NUP                      | 2       | Meerderheid               |
| Sulu                    | 2e       |                | Maryam Arbison             | Liberal                  | 1       | Meerderheid               |
| Surigao del Norte       | 1e       |                | Francisco Matugas          | Liberal                  | 3       | Meerderheid               |
| Surigao del Norte       | 2e       |                | Guillermo Romarate jr.     | Liberal                  | 3       | Meerderheid               |
| Surigao del Sur         | 1e       |                | Philip Pichay              | Lakas                    | 3       | Onafhankelijk; Minderheid |
| Surigao del Sur         | 2e       |                | Florencio Garay            | Liberal                  | 3       | Meerderheid               |
| Taguig–Pateros          | 1e       |                | Arnel Cerafica             | Liberal                  | 2       | Meerderheid               |
| Taguig                  | 2e       |                | Lino Cayetano              | Nacionalista             | 1       | Minderheid                |
| Tarlac                  | 1e       |                | Enrique Cojuangco          | NPC                      | 2       | Meerderheid               |
| Tarlac                  | 2e       |                | Susan Yap                  | NPC                      | 2       | Meerderheid               |
| Tarlac                  | 3rd      |                | Noel Jesus Villanueva      | Nacionalista             | 1       | Meerderheid               |
| Tawi-Tawi               | Lone     |                | Ruby Sahali                | Liberal                  | 1       | Meerderheid               |
| Valenzuela              | 1e       |                | Sherwin Gatchalian         | NPC                      | 1       | Meerderheid               |
| Valenzuela              | 2e       |                | Magtanggol Gunigundo       | Lakas                    | 3       | Meerderheid               |
| Zambales                | 1e       |                | Jeffrey Khonghun           | NPC                      | 1       | Meerderheid               |
| Zambales                | 2e       |                | Cheryl Deloso-Montalla     | Liberal                  | 1       | Meerderheid               |
| Zamboanga City          | 1e       |                | Celso Lobregat             | LDP                      | 1       | Meerderheid               |
| Zamboanga City          | 2e       |                | Lilia Macrohon-Nuño        | Onafhankelijk            | 1       | Meerderheid               |
| Zamboanga del Norte     | 1e       |                | Seth Jalosjos              | Nacionalista             | 2       | Minderheid                |
| Zamboanga del Norte     | 2e       |                | Rosendo Labadlabad         | Liberal                  | 3       | Meerderheid               |
| Zamboanga del Norte     | 3rd      |                | Isagani Amatong            | Liberal                  | 1       | Meerderheid               |
| Zamboanga del Sur       | 1e       |                | Victor Yu                  | NUP                      | 3       | Meerderheid               |
| Zamboanga del Sur       | 2e       |                | Aurora Cerilles            | NUP                      | 2       | Meerderheid               |
| Zamboanga Sibugay       | 1e       |                | Belma Cabilao              | Nacionalista             | 1       | Meerderheid               |
| Zamboanga Sibugay       | 2e       |                | Dulce Ann Hofer            | Liberal                  | 1       | Meerderheid               |

#### Partijlijst afgevaardigden
| Partij | Afgevaardigde                 | Termijn | Blok                      |
| --- | ----------------------------- | ------- | ------------------------- |
| 1 BANAT & AHAPO Party-list Coalition (1-BAP)                                                                     | Silvestre Bello III           | 1       | Minderheid                |
| 1st Consumer's Alliance for Rural Energy (1-CARE)                                                                | Edgardo Masongsong            | 1       | Meerderheid               |
| 1st Consumer's Alliance for Rural Energy (1-CARE)                                                                | Michael Angelo Rivera         | 1       | Meerderheid               |
| Abakada-Guro Party List (Abakada)                                                                                | Jonathan dela Cruz            | 1       | Onafhankelijk; minderheid |
| Abante Mindanao (ABAMIN)                                                                                         | Maximo Rodriguez jr.          | 2       | Meerderheid               |
| Abono | Conrado Estrella III          | 3       | Meerderheid               |
| Abono | Francisco Emmanuel Ortega III | 3       | Meerderheid               |
| Advocacy for Teacher Empowerment Through Action, Cooperation and Harmony Towards Educational Reforms (A TEACHER) | Mariano Piamonte jr.          | 3       | Meerderheid               |
| Advocacy for Teacher Empowerment Through Action, Cooperation and Harmony Towards Educational Reforms (A TEACHER) | Julieta Cortuna               | 2       | Meerderheid               |
| Agbiag! Timpuyog Ilocano (Agbiag)                                                                                | Patricio Antonio              | 2       | Meerderheid               |
| Agricultural Sector Alliance of the Philippines (AGAP)                                                           | Nicanor Briones               | 3       | Meerderheid               |
| Agricultural Sector Alliance of the Philippines (AGAP)                                                           | Rico Geron                    | 1       | Meerderheid               |
| Agri-Agra na Reporma Para sa Magsasaka sa Pilipinas (Agri)                                                       | Delph Gan Lee                 | 1       | Meerderheid               |
| Akbayan Citizens' Action Party (Akbayan)                                                                         | Walden Bello                  | 3       | Meerderheid               |
| Akbayan Citizens' Action Party (Akbayan)                                                                         | Ibarra Gutierrez III          | 1       | Meerderheid               |
| Ako Bicol Political Party (AKB)                                                                                  | Christopher Co                | 2       | Meerderheid               |
| Ako Bicol Political Party (AKB)                                                                                  | Rodel Batocabe                | 2       | Meerderheid               |
| Alay Buhay | Weslie Gatchalian             | 2       | Meerderheid               |
| Alliance of Concerned Teachers (ACT Teachers)                                                                    | Antonio Tinio                 | 2       | Minderheid                |
| Alliance of Volunteer Educators (AVE)                                                                            | Eulogio Magsaysay             | 2       | Minderheid                |
| An Waray | Neil Benedict Montejo         | 2       | Minderheid                |
| An Waray | Victoria Isabel Noel          | 1       | Meerderheid               |
| Anakpawis | Fernando Hicap                | 1       | Minderheid                |
| Anak Mindanao (AMIN)                                                                                             | Sitti Turabin-Hattaman        | 1       | Meerderheid               |
| Ang Asosasyon Sang Mangunguma Nga Bisaya-Owa Mangunguma (AAMBIS-Owa)                                             | Sharon Garin                  | 2       | Meerderheid               |
| Ang Mata'y Aalagaan (AMA)                                                                                        | Lorna Velasco                 | 1       | Meerderheid               |
| Ang Nars | Leah Paquiz                   | 1       | Minderheid                |
| Ang National Coalition of Indigenous People's Action Na! (ANAC-IP)                                               | Jose Panganiban               | 1       | Meerderheid               |
| Ang Partido ng mga Pilipinong Marino (ANGKLA)                                                                    | Jesulito Manalo               | 1       | Meerderheid               |
| Anti-Crime and Terrorism-Community Involvement and Support (ACT CIS)                                             | Samuel Pagdilao               | 1       | Meerderheid               |
| Append | Pablo Nava III                | 1       | Meerderheid               |
| Arts, Business and Science Professionals (ABS)                                                                   | Catalina Leonen-Pizarro       | 3       | Meerderheid               |
| Bayan Muna | Neri Colmenares               | 3       | Minderheid                |
| Bayan Muna | Carlos Isagani Zarate         | 1       | Minderheid                |
| Buhay Hayaan Yumabong (BUHAY)                                                                                    | Mariano Michael Velarde jr.   | 3       | Meerderheid               |
| Buhay Hayaan Yumabong (BUHAY)                                                                                    | Lito Atienza                  | 1       | Onafhankelijk; minderheid |
| Buhay Hayaan Yumabong (BUHAY)                                                                                    | Erwin Tieng                   | 2       | Meerderheid               |
| Butil Farmers Party (BUTIL)                                                                                      | Agapito Guanlao               | 3       | Meerderheid               |
| Citizens' Battle Against Corruption (CIBAC)                                                                      | Sherwin Tugna                 | 2       | Meerderheid               |
| Citizens' Battle Against Corruption (CIBAC)                                                                      | Cinchona Cruz-Gonzales        | 3       | Meerderheid               |
| Cooperative NATCCO Network Party (COOP-NATCCO)                                                                   | Cresente Paez                 | 3       | Meerderheid               |
| Cooperative NATCCO Network Party (COOP-NATCCO)                                                                   | Antonio Bravo                 | 1       | Meerderheid               |
| Democratic Independent Workers' Association (DIWA)                                                               | Emmeline Aglipay              | 2       | Meerderheid               |
| Gabriela Women's Party (GABRIELA)                                                                                | Luzviminda Ilagan             | 3       | Minderheid                |
| Gabriela Women's Party (GABRIELA)                                                                                | Emerenciana De Jesus          | 2       | Minderheid                |
| Kabataan Partylist (Kabataan)                                                                                    | Terry Ridon                   | 3       | Minderheid                |
| Kalinga-Advocacy for Social Empowerment and Nation-Building Through Easing Poverty (KALINGA)                     | Abigail Faye Ferriol          | 2       | Meerderheid               |
| LPG Marketers' Association (LPGMA)                                                                               | Arnel Ty                      | 2       | Minderheid                |
| Magdalo Para sa Pilipino (Magdalo)                                                                               | Gary Alejano                  | 1       | Meerderheid               |
| Magdalo Para sa Pilipino (Magdalo)                                                                               | Francisco Ashley Acedillo     | 1       | Meerderheid               |
| OFW Family Club (OFW Family)                                                                                     | Roy Señeres sr.               | 1       | Meerderheid               |
| OFW Family Club (OFW Family)                                                                                     | Juan Johnny Revilla           | 1       | Meerderheid               |
| Social Amelioration & Genuine Intervention on Poverty (1-SAGIP)                                                  | Erlinda Santiago              | 1       | Meerderheid               |
| Trade Union Congress Party (TUCP)                                                                                | Raymond Democrito Mendoza     | 3       | Meerderheid               |
| You Against Corruption and Poverty (YACAP)                                                                       | Carol Jane Lopez              | 2       | Minderheid                |